# Mirko Cro Cop
Mirko Cro Cop   (Vinkovci, 10 de setembre de 1974) sobrenom de Mirko Filipović, és un antic lluitador d'MMA (Arts Marcials Mixtes), kickboxer i boxejador amateur croat. És conegut sobretot pel seu temps als campionats de lluita de Pride Fighting Championship. Cro Cop va lluitar a UFC (Ultimate Fighting Championship), K-1, RIZIN i Bellator MMA. Se'l considera àmpliament un dels millors Kickboxers de pes pesant i lluitadors de MMA de tots els temps.

## Biografia
Mirko va néixer el 10 de setembre del 1974 a Vinkovci, República Socialista de Croàcia (en croat: Socijalistička Republika Hrvatska) que durant aquella època formava part de la República Federal Socialista de Iugoslàvia. Filipović va créixer en una família obrera junt amb la seva germana. Tota la seva afició per les arts marcials va començar quan va veure Jean-Claude Van Damme que després de les seves actuacions, va començar a entrenar al garatge amb els seus pares.
El seu pare va morir el 1994, a finals de la guerra de Croàcia quan Mirko tenia 19 anys. Mirko servia a l'Exèrcit Croat com a radiotelegrafista, on va fer una petició per unir-se a la Selecció de kickboxing de Croàcia. El coronel li va dir:
| « | No crec que siguis un soldat especial, però crec que algun dia seràs un bon lluitador. Així que no cal aprendre [amb els radiotelegrafistes]. T'allibero i vull que entrenis dues vegades al dia. I vull que algun dia enorgullis el país i la pàtria. | » |

Mirko descriu aquest esdeveniment com un dels millors dies de la seva vida. Tot i que després d'això, va començar la seva carrera professional com a kickboxer.

## Carrera a les Arts Marcials
Mirko va començar la seva carrera professional l'any 1996 com kickboxer, seguin els passos del seu compatriota Branko Cikatić. Abans de ser un lluitador professional, va acumular un record de 48-8 (31 per KO) quan era amateur. Tot i que hi va tindre bons resultats (com a kickboxer i boxejador) va decidir unir-se a la Unitat Antiterrorista Lučko (ATJ Lučko) on va servir per 6 anys fins que va ser escollit al Parlament de Croàcia. Mirko va participar en el Campionat del món de boxa amateur de 1997 on va perdre la seva primera ronda contra el medallista Olímpic Alexei Lezin. Durant aquella època, treballava com a comando en la Policia Croata a la Unitat Antiterrorista Alfa. També va unir-se a l'Ultimate Fighitng Championship en un intent de seguir la seva carrera a les MMA on no va tindre gaire èxit.

## Record d'arts marcials mixtes
| 52 combats    | 38 victories | 11 derrotes |
| ------------- | ------------ | ----------- |
| Per knockout  | 11           | 6           |
| Per submissió | 4            | 2           |
| Per decisió   | 4            | 3           |
| Empats        | 2            | 2           |
| No contest    | 1            | 1           |